# Munna hanseni
Munna hanseni là một loài chân đều trong họ Munnidae. Loài này được Stappers miêu tả khoa học năm 1911.